# Pedro Chosco
Pedro Chosco ou Pedro Chusco é um personagem mítico galego. É representado como um homem de barba branca, amigável e de voz grave. Pedro Chosco é o encarregado de fazer dormir as crianças com suaves carinhos, ainda que prefira pôr para dormir jovens meninas e sobretudo empregadas domésticas. Ronda as meninas entretendo-as e impedindo-as trabalhar durante o dia.
As crianças vêem a Pedro Chosco quando têm um olho fechado e o outro não o podem abrir. Tem contrapartes em outros países como Ole Kolpoje na Dinamarca, Billy Winker na Inglaterra e Wee Willie Winkie na Escócia.

## Cantigas populares
Cantigas sobre Pedro Chosco podem ser encontradas no livro "El Compostelano" publicado por Lence-Santar em 5 de novembro de 1938: